# Wilgenlangsprietmot
De wilgenlangsprietmot (Adela cuprella) is een vlinder uit de familie van de langsprietmotten (Adelidae). De wetenschappelijke naam van de soort is als Tinea cuprella voor het eerst geldig gepubliceerd door Denis & Schiffermüller in 1775.
De spanwijdte van de vlinder bedraagt tussen de 14 en 17 millimeter. De vleugels hebben een gouden glans. Het mannetje heeft een flink zwart behaarde kop, het vrouwtje heeft korter en geelbruin haar. De antennes van het vrouwtje zijn korter dan van het mannetje.
De wilgenlangsprietmot gebruikt wilg als waardplant. De eitjes worden op de katjes afgezet, maar de rupsen laten zich vrij snel vallen en eten dan van afgevallen blad. Ze verbergen zich dan in een van bladstukjes gemaakt zakje. De vliegtijd is van eind maart tot in mei.
De wilgenlangsprietmot komt verspreid over een groot deel van Europa voor. De wilgenlangsprietmot is in Nederland en België vrij algemeen. 